# Synalpheus thai
Synalpheus thai är en kräftdjursart som beskrevs av A. H. Banner och D. M. Banner 1966. Synalpheus thai ingår i släktet Synalpheus och familjen Alpheidae. Inga underarter finns listade i Catalogue of Life.